# Джонатан Друен
Джонатан Друен (англ. Jonathan Drouin; *28 березня 1995, Сент-Агат-де-Мон, Квебек, Канада) — канадський хокеїст, гравець команди НХЛ Тампа-Бей Лайтнінг. Володар головного трофею Квебецької ліги та Меморіального кубка, котрі здобув у складі команди Галіфакс Мусгедс у 2013 році.

## Молодіжний рівень
На драфті новачків ГЮХЛК 2011 року, Джонатан був обраний під загальним другим номером командою «Галіфакс Мусгедс». У грудні того ж року він дебютував у лізі. До кінця регулярного сезону QMJHL Друен встиг провести 33 зустрічі в яких відзначився 29(7+22) очками. Однак у плей-оф, де його команда дісталася півфінальної стадії, показники форварда були ще вищими: 26(9+17) очок у всього лише 17 поєдинках.
Наспупного сезону Джонатан став найкращим бомбардиром команди у «регулярці» та другим бомбардиром ліги. У 49 матчах (значна частина сезону була пропущена через участь хокеїста у молодіжному чемпіонаті світу), він набрав 105(41+64) очок. Так само не було рівних Друену і в плей-оф, де його команда зазнавши лише однієї поразки здобула перший у своїй історії Кубок Президента (вручається переможцю Головної Квебецької ліги). За 17 поєдинків гравець спромігся набрати 35(12+23) очок, що на два пункти перевершило показники його партнерів по команді Мартіна Фрк та Натана Мак-Кіннона. За підсумками сезону 2012—2013 років Джонатана було визнано MVP сезону та плей-оф, а також найкращим гравцем Канадської хокейної ліги.
Наприкінці сезону, разом зі своєю командою «Галіфакс Мусгедс», Друен став тріумфатором Меморіального кубка. У чотирьох поєдинках форвард набрав 9(1+8) очок, що стало п'ятим показником на турнірі.

## Міжнародні виступи
У грудні 2012 року, Джонатан був запрошений до складу молодіжної збірної Канади для участі на чемпіонаті світу серед молоді (вік гравців не перевищує 20 років). У шести матчах Друен зміг відзначитися 4(2+2) очками, однак це не допомогло канадцям досягти успіху: команда посіла 4-ту сходинку.

## Тампа-Бей Лайтнінг
Серед гравців, котрі були обрані на драфті 2013 року, Друен став першим, хто підписав контракт зі своїм клубом в НХЛ.